# 프랑크 뒤보스크
프랑크 뒤보스크(프랑스어: Franck Dubosc, 1963년 11월 7일 ~ )은 프랑스의 배우, 희극인이다.
르프티케비에서 태어났다.

## 출연 작품

### 영화
- 캠핑 (2006년)
- 디스코 (2008년)
- 아스테릭스: 미션 올림픽 게임 (2008년)
- 시네만 (2009년)
- 캠핑 2 (2010년)
- 르 마르퀴스 (2011년)
- 비엥브뉘 아 보드 (2011년)
- 드림팀 (2012년) - 데이비드 레안드리 역
- 플랑 드 따블 (2012년)
- 10 데이즈 인 골드 (2012년)
- 새미의 어드벤쳐 2 (2012년) - 프랑스어 더빙
- 불 앤 빌 (2013년)
- 바비큐 (2014년)
- 피스통 (2014년)
- SMS (2014년)
- 비스 (2015년)
- 아내의 남편은 요리사 (2015년) - 프랑수아 역
- 더 비지터: 리턴즈 (2016년)
- 캠핑 3 (2016년)
- 도리를 찾아서 (2016년) - 프랑스어 더빙
- 불 앤 빌 2 (2017년)
- 롤링 투 유 (2018, Tout le monde debout)

### 텔레비전
- 코로네이션 스트리트 (1960년)
- Highlander (1994년)
- 연예인 매니저로 살아남기 (2020년)